# 320-talet

## Händelser
- Peterskyrkan i Rom grundas.
- 325 - Gladiatorspel kriminaliseras i Romarriket.
- 326 - Den första kyrkan på nuvarande Vatikanstatens plats byggs, vilket anses vara där Petrus ligger begravd.

## Födda
- 321 – Valentinianus I, kejsare av Rom.
- 328 – Valens, kejsare av Rom.

## Avlidna
- 325 - Licinius, romersk kejsare.